# Psychopomps
Gli Psychopomps sono una band industrial rock danese nata nel 1989 e vengono oggi considerati tra i fondatori del genere che fu poi chiamato Terror techno assieme a Leæther Strip e ai Birmingham 6.
La musica con tonalità hardcore assieme a testi decisamente provocatori fa degli Psychopomps un gruppo unico nel proprio genere, anche per i testi delle canzoni che parlavano di fantasie sessuali criminali.

## Storia degli Psychopomps
Nati nel 1989 da un'idea di Jesper Schmidt e Flemming Norre, la band esordì con l'EP Moredk, seguito dall'album Assassins DK United inizialmente autoptodotto e poi ristampato nel 1992 per la Zoth Ommog e nel 1994 per la Cleopatra Records.
A causa dei loro testi piuttosto violenti furono banditi dalle radio danesi che rifiutarono di suonare canzoni come Godshit, Drunk City e More DK.

## Discografia

### Album
- 1992 - Assassins DK United (autoprodotto)
- 1993 - Pro-Death Ravers (Zoth Ommog)
- 1995 - Six-Six-Six Nights in Hell (Zoth Ommog)
- 1997 - Fiction Non-Fiction (Slop Pail Records)

### EP e Singoli
- 1990 - More DK (Slop Pail Records)
- 1993 - God shit (Zoth Ommog)
- 1993 - In the skin (Slop Pail Records)

### Greatest Hits
- 1996 - First blood (Zoth Ommog)
- 2000 - The Best Of... (Cleopatra records)
- 2014 - Infection Start 90 (Infacted Recordings)